# Club Unión Tarija
El Club Unión Tarija es un club de fútbol de la ciudad de Tarija, Bolivia. Fue fundado el 8 de abril de 1980 bajo el nombre de Club Unión Central, siendo refundado en 2008 bajo su nombre actual. Actualmente participa en la Primera "A" de la Asociación Tarijeña de Fútbol.
Disputa sus partidos como local en el Estadio IV Centenario, que posee una capacidad para 20 000 espectadores.
Fue campeón invicto de la Copa Simón Bolívar en la temporada 1998, debutó en la liga profesional en 1999 y se mantuvo hasta la temporada 2006.
Su rival tradicional es Ciclón, con quien disputa el denominado «Clásico Chapaco».

## Historia
Unión Central nació de la iniciativa de un grupo de amigos deportistas, amantes de su ciudad y región, que durante varios años se reunieron en la Plaza Principal "Luís de Fuentes y Vargas", y en abril de 1980 deciden fundar un club de fútbol, es así que el 8 del mismo mes se funda el Club Unión Central, que comenzaría jugando en la Segunda de Ascenso de la ATF.
Entre los Fundadores se puede mencionar a Ricardo Rogelio Rengel, Mirko Romero, Lionel Piérola, el italo-boliviano Francesco Cercato, Antonio Buitrago, Rodolfo Gaite, Jaime Villena, Camillo Rossetti, Seferino Zenteno, José Cossío, Carlitos Darwich y Jorge Úzqueda, entre otros.
El primer presidente del club fue Ricardo Rogelio Rengel, que estuvo cerca de 6 años. Luego estuvieron Víctor Romero, el italo-boliviano Francesco Cercato, Eduardo Calle, Genaro Vaca, Ramiro Vaca. Posteriormente, en 1997, aparece Mario Antonio Castellanos quien forma un proyecto para logar una plaza en la Liga de Fútbol Profesional Boliviano, a finales de 1998 se logra el campeonato de la Copa Simón Bolívar (Bolivia) de forma invicta y se obtiene el tan buscado lugar en la Liga. En el año 2000 toma la presidencia, Atilio Montero.
Después de 8 años en la Liga de Fútbol Profesional Boliviano, en 2006, Unión Central cae en el descenso indirecto, el cual pierde contra Destroyers FC de Santa Cruz.
Momentos antes del descenso, toma las riendas del equipo, y la presidencia, el acaudalado empresario constructor Víctor Eduardo, que funge una especie de "Presidente" de los aficionados, haciéndose cargo financieramente del club, conjuntamente con las donaciones de la Gobernación del departamento de Tarija y del Gobierno Municipal de Tarija y provincia de Cercado. Descendido, casi en bancarrota y desarticulándose,[cita requerida] en 2007.
Unión Central obtiene el campeonato de la Asociación Tarijeña de Fútbol, ganándole en la final a su archirrival, Atlético Ciclón de La Pampa. Coronando como campeón, el histórico goleador del club, Gustavo Romanello que cumplió el rol de DT ese año. Así obtiene un pase a la Copa Simón Bolívar (Bolivia), torneo por el cual se asciende a la Liga, en el que lamentablemente no se obtuvo un buen resultado.
A finales de 2008, después de una mala gestión, tanto deportiva, como financiera, el club se encontró cerca de descender una categoría más, de acuerdo a un fallo de FIFA, debido a una deuda salarial con el defensor colombiano Diego Mosorongo, restándole tres puntos en el torneo de Primera A de la ATF, y ante la amenaza de descender de categoría si no se pagaba la deuda y una multa.
Por lo que en el torneo de Primera A 2009 empezará con - 3 puntos, probable desventaja al final del torneo.
Después del problema con la FIFA se decidió que al no haber quien cubra con la deuda con el jugador se decide que desaparezca Unión Central Tarija y cambio se refunda el club con nombre de club Unión Tarija que es el actual nombre con que se conoce el club.

## Uniforme
Los colores representativos del uniforme para la temporada actual son los siguientes:
- Uniforme titular: Camiseta, pantalón y medias verdes.
- Uniforme alternativo: Camiseta, pantalón y medias blancas.

| Titular | Visitante |

## Estadio

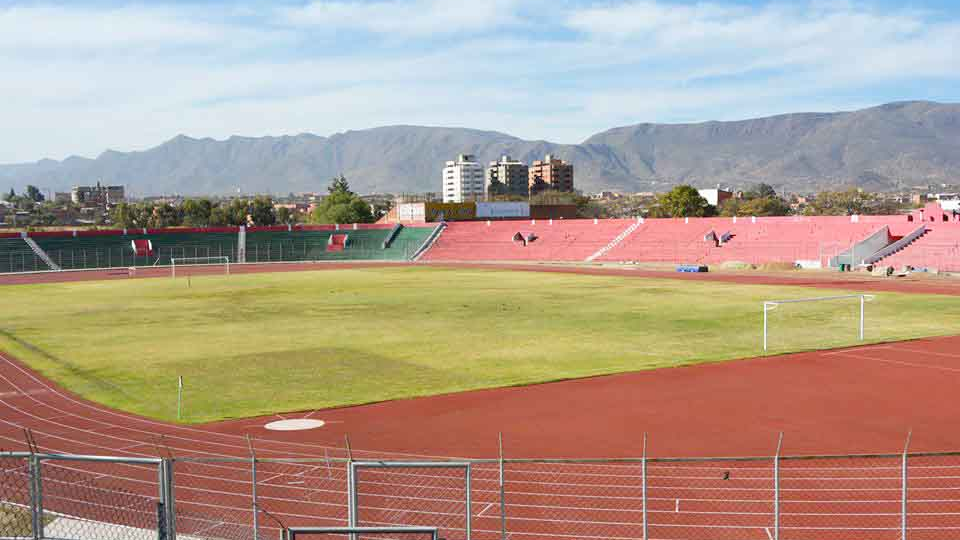
Vista panorámica del Estadio IV Centenario.

El club no cuenta con estadio propio, por lo que disputa sus partidos de local en el Estadio "IV Centenario" de la ciudad de Tarija que fue fundando el 11 de enero de 1950. Es el principal centro deportivo de la ciudad.
El estadio se encuentra en la Av. Potosí y la calle O'Connor, en el barrio de "La Pampa".

## Hinchada
Unión Tarija es uno de los equipos más populares del departamento de Tarija.

## Rivalidades

### Clásico Chapaco
Su rival tradicional es Ciclón, con quien disputa el denominado «Clásico Chapaco».

## Datos del club
- Puesto histórico: 19º
- Temporadas en Primera División: 8. (1999-2006).
- Primer partido en Primera División: 3 - 0 contra Destroyers (7 de febrero de 1999).
- Jugador con más partidos disputados: Gonzalo Muñoz (159 encuentros oficiales).
- Jugador con más goles: Gustavo Romanello (32 goles oficiales).

### Participaciones en campeonatos nacionales
| \| Competencia \| Detalle \| \| Competencia \| Posición \| \| ------------- \| ---------- \| \| 1999 \| 5° \| \| 2000 \| 5° \| \| 2001 \| 6° grupo B \| \| 2002 \| 10° \| \| Apertura 2003 \| 9° \| \| Clausura 2003 \| 6° grupo A \| \| Apertura 2004 \| 8° \| \| Clausura 2004 \| 8° \| |            |
| Competencia | Detalle    |
| Competencia | Posición   |
| 1999 | 5°         |
| 2000 | 5°         |
| 2001 | 6° grupo B |
| 2002 | 10°        |
| Apertura 2003 | 9°         |
| Clausura 2003 | 6° grupo A |
| Apertura 2004 | 8°         |
| Clausura 2004 | 8°         |

     Campeón.
    Subcampeón.
    Tercer Lugar.
     Ascenso.
     Descenso.

## Jugadores

### Jugadores históricos
| - Milton Maygua - Leonel Liberman - Rickson Santana - Pedro Higa - Darío Rojas - Marcos Ferrufino - Germán Pazos Bordón |  | - Ángel Parabá - Franz Calustro - Diego Daniel Rodríguez - Norberto Kekes - Martín Libermann - Gustavo Romanelo - Guido Boudón |

## Entrenadores

### Cronología
- Fernando Salinas (1998-99)
- Rubén Deleva (2001)
- Carlos Ángel López (2002)
- Carlos Laime (2003)
- Carlos Ángel López (2004-05)
- Alcides Merlo (2005)
- Fernando Salinas (2006)
- Ramiro Vargas (2006)
- Luis Esteban Galarza (2006)
- Gustavo Romanello (2007)
- Milton Maygua (2010)
- Fabián Romero (2018-19)
- Felipe Lema (2021)
- Cristian Cucaro (2023)
- Marcelo Soruco (2024)
- Marcelo Claros Enríquez (2025)

## Palmarés

### Torneos nacionales
| Competición nacional   | Títulos | Subcampeonatos |
| ---------------------- | ------- | -------------- |
| Copa Simón Bolívar (1) | 1998    |                |

### Torneos regionales (3)
| Competición regional    | Títulos           | Subcampeonatos    |
| ----------------------- | ----------------- | ----------------- |
| Primera "A" (ATF) (3/3) | 1987, 1997, 2007. | 1992, 1994, 1998. |
| Primera "B" (ATF) (3)   | 1984, 2009, 2018. |                   |
| Primera de Ascenso (1)  | 1983.             |                   |
| Segunda de Ascenso (1)  | 1982.             |                   |